# Нікольський (Уфимський міський округ)
Ні́кольський (рос. Никольский, башк. Никольск) — селище у складі Башкортостану, Росія. Входить до складу Уфимського міського округу, Орджонікідзевського району міста Уфа.
Населення — 198 осіб (2010, 172 у 2002).
Національний склад:
- росіяни — 80 %